# El concierto Tour
El concierto Tour 1995 fue una gira de conciertos perteneciente al intérprete mexicano Luis Miguel para promocionar su álbum "El concierto".

## Lista de canciones interpretadas
| El concierto Tour : (53 shows) Sep/15/1995 - Dec/23/1995 | |                                               |          |  |
| N.º                                                      | Título | Original álbum                                | Duración |  |
| 1.                                                       | «Introducción» |                                               |          |  |
| 2.                                                       | «Dame tu amor» | Aries                                         |          |  |
| 3.                                                       | «Me niego a estar solo» | Aries                                         |          |  |
| 4.                                                       | «Up Tempo Medley» (Un hombre busca una mujer / Cuestión de piel / Oro de ley)                                                                      | Busca una mujer, 20 años                      |          |  |
| 5.                                                       | «Medley» (Yo que no vivo sin ti / Culpable o no / Más allá de todo / Fría como el viento / Entrégate / Tengo todo excepto a ti / La incondicional) | Soy como quiero ser, 20 años, Busca una mujer |          |  |
| 6.                                                       | «Amante del amor» | 20 años                                       |          |  |
| 7.                                                       | «Alguien como tú» | 20 años                                       |          |  |
| 8.                                                       | «Pensar en ti» | Aries                                         |          |  |
| 9.                                                       | «Hasta que me olvides» | Aries                                         |          |  |
| 10.                                                      | «Ayer» | Aries                                         |          |  |
| 11.                                                      | «Hasta el fin» | Aries                                         |          |  |
| 12.                                                      | «Intro (Guitarra) - Todo y nada» | Segundo romance                               |          |  |
| 13.                                                      | «No me platiques más» | Romance                                       |          |  |
| 14.                                                      | «La barca» | Romance                                       |          |  |
| 15.                                                      | «Nosotros» | Segundo romance                               |          |  |
| 16.                                                      | «El día que me quieras» | Segundo romance                               |          |  |
| 17.                                                      | «Intro (Saxofón) - Qué nivel de mujer» | Aries                                         |          |  |
| 18.                                                      | «Come Fly With Me» | Duets II                                      |          |  |
| 19.                                                      | «La media vuelta» | Segundo romance                               |          |  |
| 20.                                                      | «Amanecí en tus brazos» | El concierto                                  |          |  |
| 21.                                                      | «El rey» | El concierto                                  |          |  |
| 22.                                                      | «Si nos dejan» | El concierto                                  |          |  |
| 23.                                                      | «Medley» (Separados / Pupilas de gato) | Busca una mujer                               |          |  |
| 24.                                                      | «América, América» | América & En vivo                             |          |  |
| 25.                                                      | «Suave» | Aries                                         |          |  |
| 26.                                                      | «Será que no me amas» | 20 años                                       |          |  |
| 27.                                                      | «Cuando calienta el sol» | Soy como quiero ser                           |          |  |

## Fechas de la gira
| Fecha                    | Ciudad           | País           | Lugar                            | Audiencia    |
| Norteamérica             | Norteamérica     | Norteamérica   | Norteamérica                     | Norteamérica |
| ------------------------ | ---------------- | -------------- | -------------------------------- | ------------ |
| 15 de septiembre de 1995 | Las Vegas        | Estados Unidos | Circus Maximus Theatre           | 4,000        |
| 16 de septiembre de 1995 | Las Vegas        | Estados Unidos | Circus Maximus Theatre           | 4,000        |
| 17 de septiembre de 1995 | Las Vegas        | Estados Unidos | Circus Maximus Theatre           | 4,000        |
| 18 de septiembre de 1995 | Las Vegas        | Estados Unidos | Circus Maximus Theatre           | 4,000        |
| 21 de septiembre de 1995 | Los Ángeles      | Estados Unidos | Universal Amphitheatre           | 6,189        |
| 22 de septiembre de 1995 | Los Ángeles      | Estados Unidos | Universal Amphitheatre           | 6,189        |
| 23 de septiembre de 1995 | Los Ángeles      | Estados Unidos | Universal Amphitheatre           | 6,189        |
| 24 de septiembre de 1995 | Los Ángeles      | Estados Unidos | Universal Amphitheatre           | 6,189        |
| 28 de septiembre de 1995 | New York City    | Estados Unidos | Radio City Music Hall            | 6,015        |
| 29 de septiembre de 1995 | New York City    | Estados Unidos | Radio City Music Hall            | 6,015        |
| 30 de septiembre de 1995 | New York City    | Estados Unidos | Radio City Music Hall            | 6,015        |
| 1 de octubre de 1995     | New York City    | Estados Unidos | Radio City Music Hall            | 6,015        |
| 3 de octubre de 1995     | Philadelphia     | Estados Unidos | First Union Spectrum             | 17,300       |
| 7 de octubre de 1995     | Fairfax          | Estados Unidos | Patriot Center                   | 10,000       |
| 9 de octubre de 1995     | San Juan         | Puerto Rico    | Roberto Clemente Coliseum        | 15,000       |
| 10 de octubre de 1995    | San Juan         | Puerto Rico    | Roberto Clemente Coliseum        | 15,000       |
| 12 de octubre de 1995    | Miami            | Estados Unidos | James L. Knight Center           | 5,000        |
| 13 de octubre de 1995    | Miami            | Estados Unidos | James L. Knight Center           | 5,000        |
| 15 de octubre de 1995    | Orlando          | Estados Unidos | TD Waterhouse Centre             | 17,000       |
| 18 de octubre de 1995    | Dallas           | Estados Unidos | Starplex Amphitheatre            | 14,000       |
| 20 de octubre de 1995    | Houston          | Estados Unidos | Compaq Center                    | 16,000       |
| 22 de octubre de 1995    | San Antonio      | Estados Unidos | Alamodome                        | 30,000       |
| 25 de octubre de 1995    | El Paso          | Estados Unidos | Don Haskins Center               | 12,200       |
| 26 de octubre de 1995    | El Paso          | Estados Unidos | Don Haskins Center               | 12,200       |
| 28 de octubre de 1995    | San Diego        | Estados Unidos | San Diego Sports Arena           | 15,000       |
| 29 de octubre de 1995    | San Diego        | Estados Unidos | San Diego Sports Arena           | 15,000       |
| 31 de octubre de 1995    | Phoenix          | Estados Unidos | America West Arena               | 13,000       |
| 2 de noviembre de 1995   | Los Ángeles      | Estados Unidos | Universal Amphitheatre           | 6,189        |
| 7 de noviembre de 1995   | San Jose         | Estados Unidos | San Jose Arena                   | 19,000       |
| 10 de noviembre de 1995  | Anaheim          | Estados Unidos | Arrowhead Pond                   | 19,000       |
| 12 de noviembre de 1995  | Denver           | Estados Unidos | Magness Arena                    | 7,200        |
| 13 de noviembre de 1995  | Denver           | Estados Unidos | Magness Arena                    | 7,200        |
| 18 de noviembre de 1995  | Guadalajara      | México         | Estadio Tres de Marzo            | 30,000       |
| Sudamérica               |                  |                |                                  |              |
| 23 de noviembre de 1995  | Caracas          | Venezuela      | Estadio La Rinconada             | 25,000       |
| 24 de noviembre de 1995  | Maracay          | Venezuela      | Estadio Olímpico Hermanos Ghersi | 15,000       |
| Norteamérica II          |                  |                |                                  |              |
| 29 de noviembre de 1995  | Monterrey        | México         | Auditorio Coca-Cola              | 8,000        |
| 30 de noviembre de 1995  | Monterrey        | México         | Auditorio Coca-Cola              | 8,000        |
| 1 de diciembre de 1995   | Monterrey        | México         | Auditorio Coca-Cola              | 8,000        |
| 2 de diciembre de 1995   | Monterrey        | México         | Auditorio Coca-Cola              | 8,000        |
| 6 de diciembre de 1995   | Ciudad de México | México         | Auditorio Nacional               | 10,000       |
| 7 de diciembre de 1995   | Ciudad de México | México         | Auditorio Nacional               | 10,000       |
| 8 de diciembre de 1995   | Ciudad de México | México         | Auditorio Nacional               | 10,000       |
| 9 de diciembre de 1995   | Ciudad de México | México         | Auditorio Nacional               | 10,000       |
| 10 de diciembre de 1995  | Ciudad de México | México         | Auditorio Nacional               | 10,000       |
| 13 de diciembre de 1995  | Ciudad de México | México         | Auditorio Nacional               | 10,000       |
| 14 de diciembre de 1995  | Ciudad de México | México         | Auditorio Nacional               | 10,000       |
| 15 de diciembre de 1995  | Ciudad de México | México         | Auditorio Nacional               | 10,000       |
| 16 de diciembre de 1995  | Ciudad de México | México         | Auditorio Nacional               | 10,000       |
| 17 de diciembre de 1995  | Ciudad de México | México         | Auditorio Nacional               | 10,000       |
| 19 de diciembre de 1995  | Ciudad de México | México         | Auditorio Nacional               | 10,000       |
| 20 de diciembre de 1995  | Ciudad de México | México         | Auditorio Nacional               | 10,000       |
| 22 de diciembre de 1995  | Ciudad de México | México         | Auditorio Nacional               | 10,000       |
| 23 de diciembre de 1995  | Ciudad de México | México         | Auditorio Nacional               | 10,000       |
| Total - 98 días          | 22 ciudades      | 4 países       | 22 sedes                         | 577,105      |

## Banda
- Voz: Luis Miguel
- Guitarra: Kiko Cibrian
- Bajo: Lalo Carrillo
- Piano: Francisco Loyo
- Teclado: Arturo Pérez
- Baterías: Victor Loyo
- Percusión: Leonardo López
- Saxo: Jeff Nathanson
- Trompeta: Armando Cedillo
- Trompeta: Juan Arpero
- Trombón: Alejandro Carballo
- Bandoneón: Walter Ríos
- Voz: Sandra Allen, Hannah Mancini
- Mariachi 2000